# Death in Love
Death in Love é um filme norte-americano de 2008 escrito e dirigido por Boaz Yakin.
Conta a história de amor entre uma judia e um médico em um campo de concentração nazista.

## Elenco
| Ator/Atriz        | Personagem       |
| ----------------- | ---------------- |
| Jacqueline Bisset | mãe              |
| Josh Lucas        | filho mais velho |
| Lukas Haas        | filho mais novo  |
| Adam Brody        | agente           |
| Morena Baccarin   | mulher bonita    |